# انتر دم‌کوتاه
انتر دم‌کوتاه یا بابون نام دسته‌ای از میمون‌های آفریقایی است، که خود دارای ۵ گونه متفاوت است. وزن و اندازه آنها نسبت به گونه‌هایشان متفاوت است. انتر دم‌کوتاه گینه نو حدود ۵۰ سانتی‌متر اندازه و ۱۴ کیلوگرم وزن دارد، در حالی که بزرگترین گونهٔ بابون حدود ۱۲۰ سانتی‌متر اندازه و ۴۰ کیلوگرم وزن دارد.
انترهای دم‌کوتاه به صورت اجتماعی و در گروه‌هایی با تعداد ۵ تا ۲۵۰ عنتر زندگی می‌کنند. شیوه جفت‌گیری آنها متغیر است و به طور گروهی انجام می شود

## نگارخانه

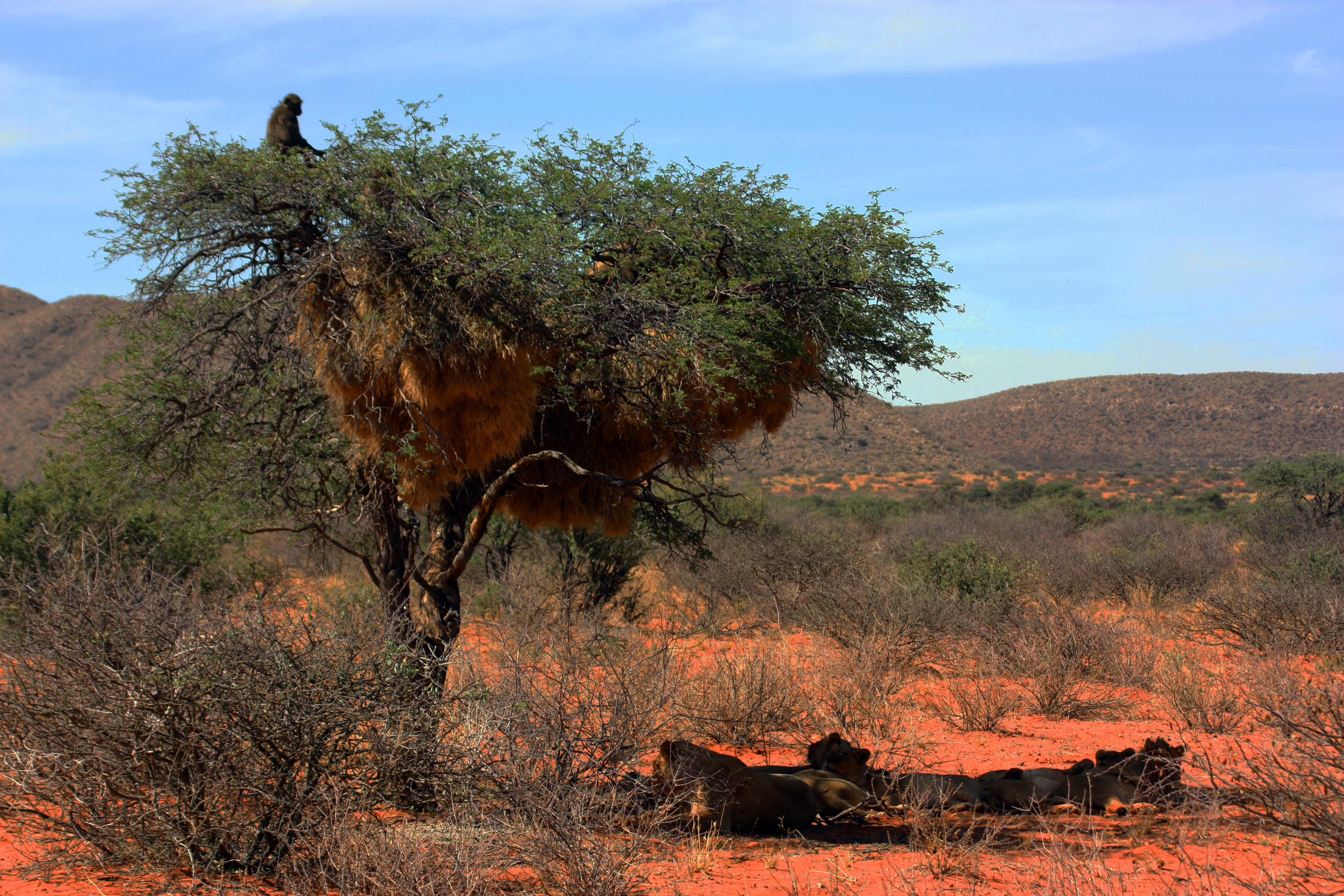
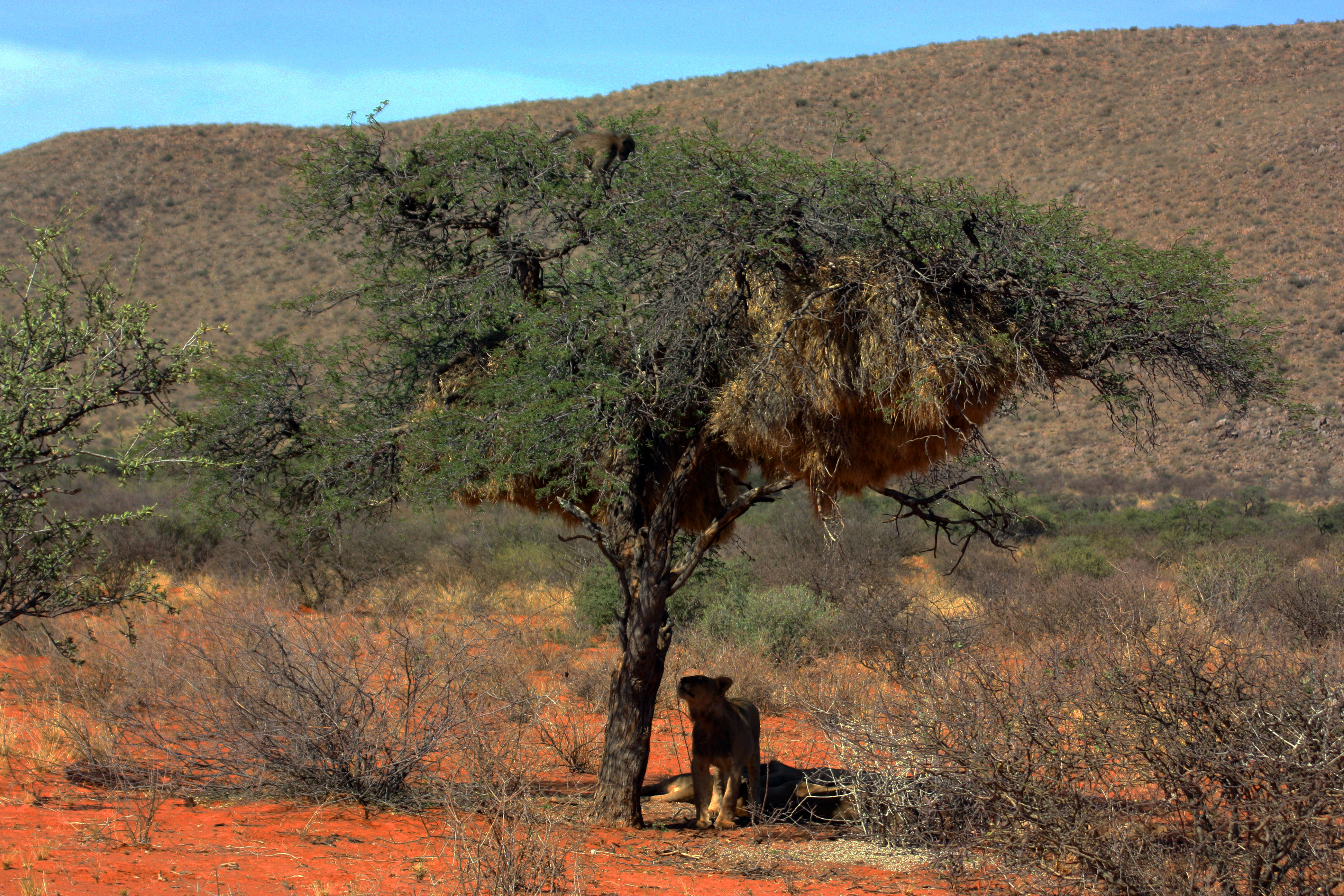
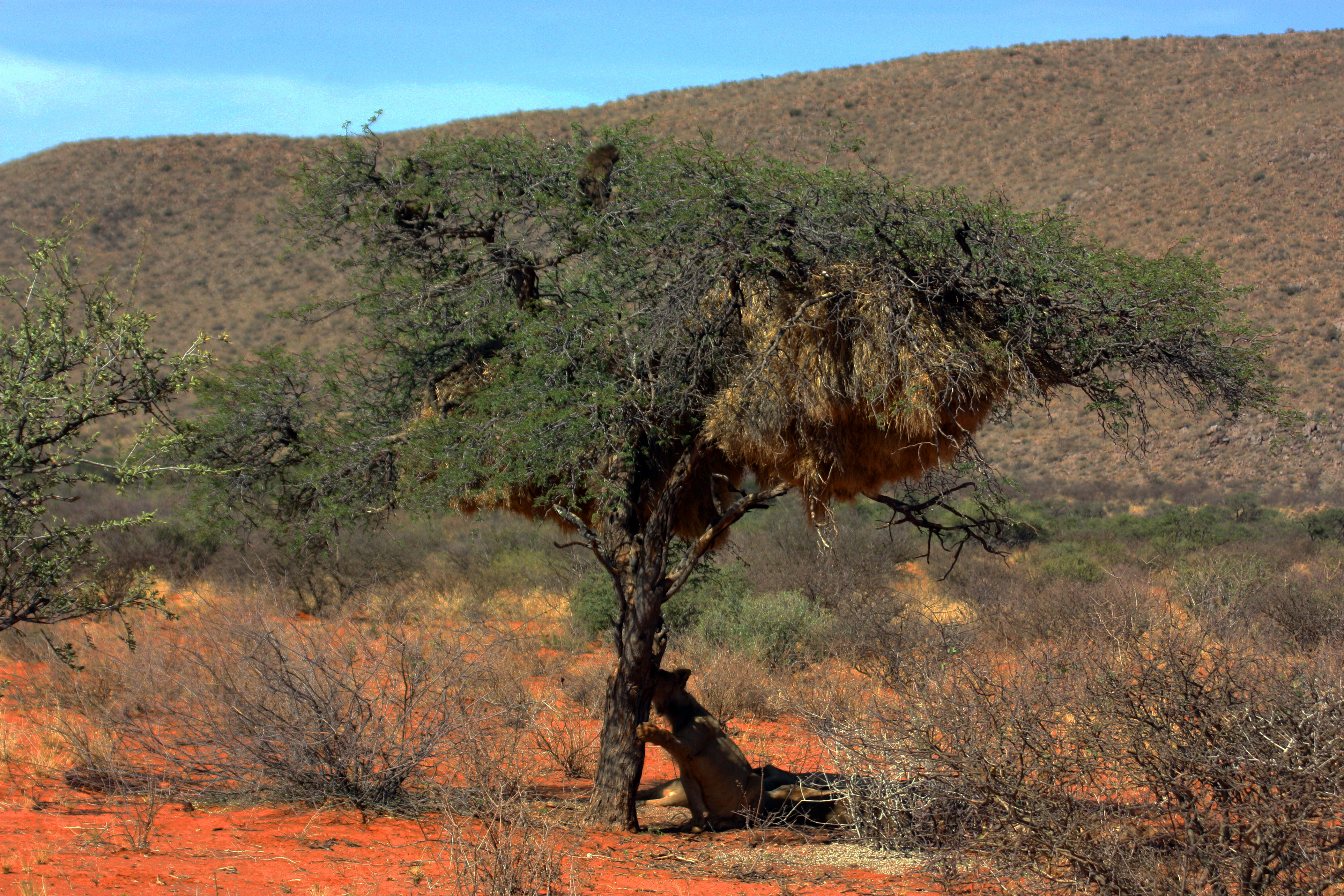